# Ochthebius hanshebaueri
Ochthebius hanshebaueri är en skalbaggsart som beskrevs av Manfred A. Jäch 1994. Ochthebius hanshebaueri ingår i släktet Ochthebius och familjen vattenbrynsbaggar. Inga underarter finns listade i Catalogue of Life.